# Décembre 1783

## Événements
- 1er décembre : le physicien français Jacques Charles et Marie-Noël Robert s'envolent dans le premier ballon gonflé à l'hydrogène.

- 4 décembre : à Fraunces Tavern dans la ville de New York, le Général George Washington fait un adieu officiel à ses officiers.

- 7 décembre : dissolution de la communauté monastique de l'abbaye St Martin du Canigou. construite dans la montagne, sur les pentes du Canigou, au début du XIe siècle.

- 13 décembre, Saint-Pétersbourg : création d’une école d’instituteur sur le modèle autrichien en Russie[1], sous l’influence du pédagogue autrichien Jankovic de Mirievo (de)[2].

- 17 décembre : à la suite des manœuvres de Georges Nugent-Temple sur la question du bill de l'Inde de Fox, le Parlement britannique vote une condamnation considérant l'influence que détient le souverain dans le vote parlementaire comme « un grand crime »[3]. William Pitt le Jeune et Georges Nugent-Temple sont dans l'obligation de démissionner.

- 18 - 19 décembre: George III du Royaume-Uni dissout la Coalition Fox-North ; début du premier ministère whig de William Pitt le Jeune, Premier ministre du Royaume-Uni à l'âge de 24 ans (fin en 1801)[3]. Il met en œuvre de vastes réformes.

## Naissances
- 4 décembre : Christoph Friedrich Otto (mort en 1856), jardinier et botaniste allemand.
- 14 décembre : Alexandre-François Caminade, peintre français († 27 mai 1862).
- 19 décembre : Charles Julien Brianchon (mort en 1864), mathématicien et artilleur français.

## Décès
- 20 décembre : Antonio Soler, musicien espagnol (1729-1783).